# Kellie Pickler
Kellie Dawn Pickler (Albemarle, 28 giugno 1986) è una cantante e personaggio televisivo statunitense.

## Biografia
Ex cameriera e concorrente di Miss North Carolina, Kellie Pickler diviene celebre nel 2005 grazie alla sua partecipazione alla quinta edizione del talent show statunitense American Idol, nella quale si piazza sesta. Nonostante il posizionamento, riscuote un buon successo presso il pubblico e ottiene un contratto discografico con la BNA Records Label che, verso la fine del 2006, le pubblica Small Town Girl, il suo album di debutto, che venderà più di 884 000 copie negli Stati Uniti venendo inoltre certificato disco d'oro.
Il suo secondo album eponimo, sempre su etichetta BNA Records Label, uscito nel 2008, vende circa 415 000 copie, raggiungendo la nona posizione della classifica statunitense. Da questo album viene estratto il singolo Best Days of Your Life, scritto assieme a Taylor Swift, che le fa ottenere il primo posizionamento nella Top Ten della sua carriera.
Il suo terzo album, 100 Proof, uscito nel 2012 e prodotto da Frank Liddell, viene accolto da ottime recensioni e buone vendite iniziali, ma non riesce a produrre un singolo di successo come i precedenti. Nell'estate dello stesso anno la cantante e la casa discografica Sony Nashville annunciano la loro separazione.
Nel 2013 prende parte al reality statunitense Dancing with the Stars, che vince con il suo partner Derek Hough. In seguito annuncia l'uscita del quarto album in studio, che viene pubblicato nel novembre 2013 dall'etichetta discografica Black River Entertainment, The Woman I Am. L'album viene preceduto dai singoli Someone Somewhere Tonight e Little Bit Gypsy.

## Vita privata
È vegetariana perché contraria alle crudeltà sugli animali e nel 2009 è stata eletta dalla PETA come vegetariana più sexy dell'anno.

## Discografia
- 2006 – Small Town Girl
- 2008 – Kellie Pickler
- 2012 – 100 Proof
- 2013 – The Woman I Am

## Filmografia

### Attrice

#### Cinema
- Billy Lynn - Un giorno da eroe (Billy Lynn's Long Halftime Walk), regia di Ang Lee (2016)

#### Televisione
- Natale a Graceland (Christmas at Graceland), regia di Eric Close – film TV (2018)
- 90210 - serie TV, episodio 4x06 (2011)
- Nashville - serie TV, episodio 2x21 (2014)
- Christmas at Graceland, regia di Eric Close - film TV (2018)
- Matrimonio a Graceland (Wedding at Graceland), regia di Eric Close - film TV (2019)
- La magia del vischio (The Mistletoe Secret), regia di Terry Ingram - film TV (2019)

#### Videoclip
- Kellie Pickler Red High Heels, regia di Chris Hicky (2006)
- Brad Paisley Online, regia di Jason Alexander (2007)
- Kellie Pickler Best Days of Your Life, regia di Roman White (2009)
- Miranda Lambert Only Prettier, regia di Trey Fanjoy (2010)

### Doppiatrice

#### Cinema
- VeggieTales: Beauty and the Beet, regia di Tom Owens (2014)

#### Televisione
- Shimmer and Shine - serie animata, episodio 2x20 (2017)

### Produttrice
- Matrimonio a Graceland (Wedding at Graceland), regia di Eric Close - film TV (2019)
- La magia del vischio (The Mistletoe Secret), regia di Terry Ingram - film TV (2019)

### Sceneggiatrice
- Kellie Pickler Best Days of Your Life, regia di Roman White - videoclip (2009)

## Trasmissioni televisive
- American Idol – talent show (2006)
- Extreme Makeover: Home Edition – docu-reality (2007)
- Dancing with the Stars – reality (2013)
- Pickler & Ben – talk show (2017-2019)